# Augustus Edwin John

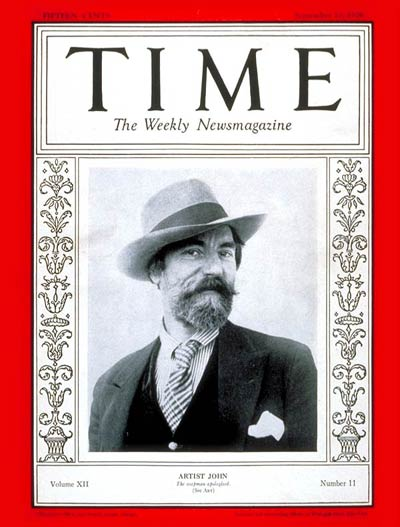
Augustus John

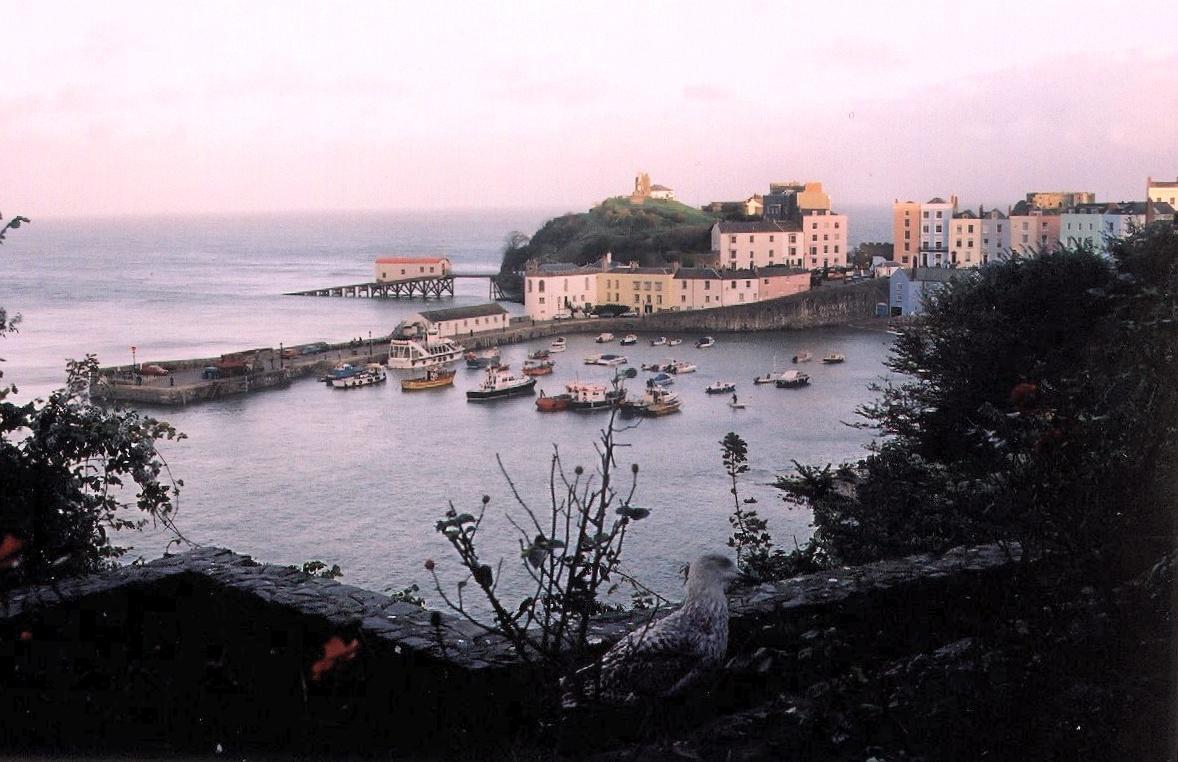
Tenby

Augustus Edwin John (4 de enero de 1878, Tenby-13 de octubre de 1961, Fordingbridge) fue un pintor y grabador británico.

## Infancia y formación

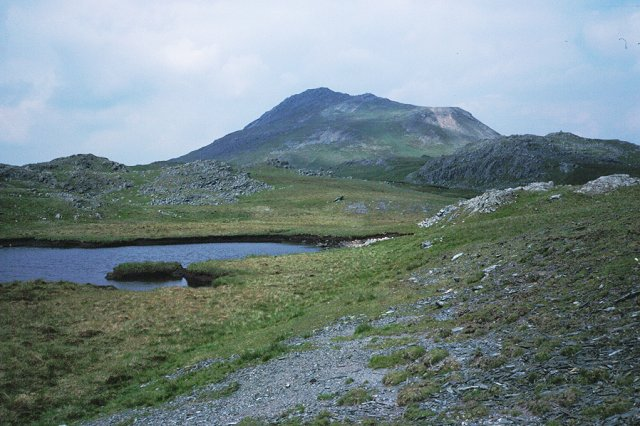
Southern ridge, Arenig Fawr.

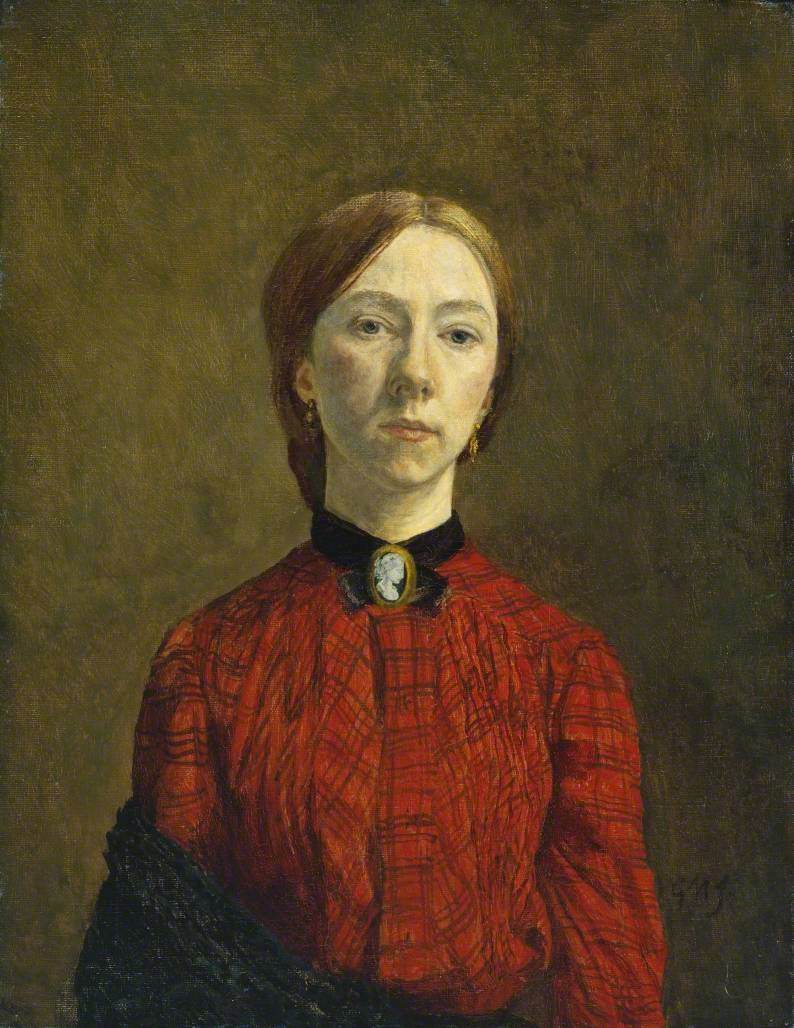
Gwen John, autorretrato

Augustus nació en Tenby, Gales. A la edad de diecisiete años asistió brevemente a la Escuela de Arte de Tenby, luego salió de Gales para Londres, estudiando en la Escuela de Arte Slade, University College de Londres con Ford Madox Brown. Se convirtió en el alumno estrella del profesor de dibujo Henry Tonks e incluso antes de su graduación fue reconocido como el dibujante más talentoso de su generación. Su hermana, Gwen estaba con él en Slade y se convirtió en una artista importante por derecho propio.

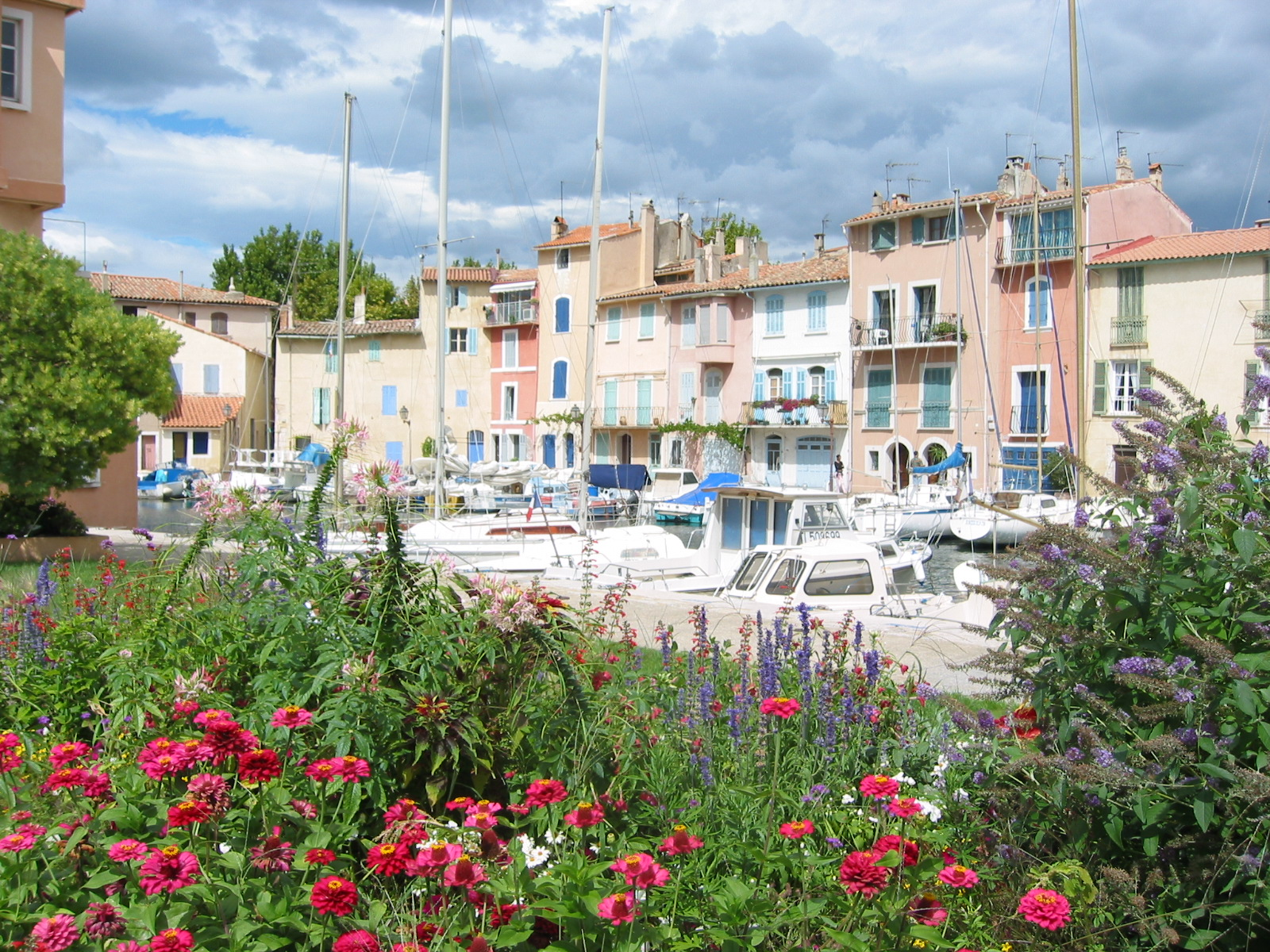
Martigues

En 1897, John se golpeó con rocas sumergidas mientras se zambullía en el mar en Tenby, sufriendo una grave lesión en la cabeza; la larga convalecencia que siguió parece haber estimulado su espíritu aventurero y acelerado su crecimiento artístico. En 1898, ganó el Premio Slade con Moisés y la serpiente de bronce. John estudió luego de forma independiente en París, donde parece haber sido influenciado por Puvis de Chavannes.
La necesidad de apoyar a Ida Nettleship (1877–1907), con quien se casó en 1901, lo llevó a aceptar un puesto docente de arte en la Universidad de Liverpool.

## Norte de Gales
Augustus John y su alumno James Dickson Innes pasaron dos años pintando en el valle de Arenig alrededor de 1910, especialmente en la montaña Arenig Fawr. En 2011, este período fue objeto de un documental de la BBC titulado La montaña que debía pintarse.

## Descubrimiento de la Provenza
En algún momento de 1910, John se enamoró de la ciudad de Martigues, en la Provenza, ubicada a medio camino entre Arlés y Marsella, y la vio por primera vez desde un tren en ruta a Italia. John escribió que Provenza "había sido durante años el objetivo de mis sueños" y Martigues era la ciudad por la que sentía el mayor afecto. "Con la sensación de que iba a encontrar lo que buscaba, por fin un anclaje, regresé de Marsella y, cambiando en Pas des Lanciers, tomé el pequeño ferrocarril que lleva a Martigues. Al llegar, mi premonición resultó ser correcta: no había necesidad de buscar más". La conexión con Provenza continuó hasta 1928, momento en el que John sintió que la ciudad había perdido su encanto simple, y vendió su hogar allí.
A lo largo de su vida, estuvo particularmente interesado en los romaníes (a los que se refirió como "gitanos"), y los buscó en sus frecuentes viajes por el Reino Unido y Europa. Durante un tiempo, poco después de su matrimonio, él y su familia, que incluían a su esposa Ida, la amante Dorothy (Dorelia) McNeill y los hijos de John de ambas mujeres, viajaron en una caravana, a la manera gitana. Más tarde, se convirtió en el presidente de la Sociedad Gitana de Historia, una posición que ocupó desde 1937 hasta su muerte en 1961.

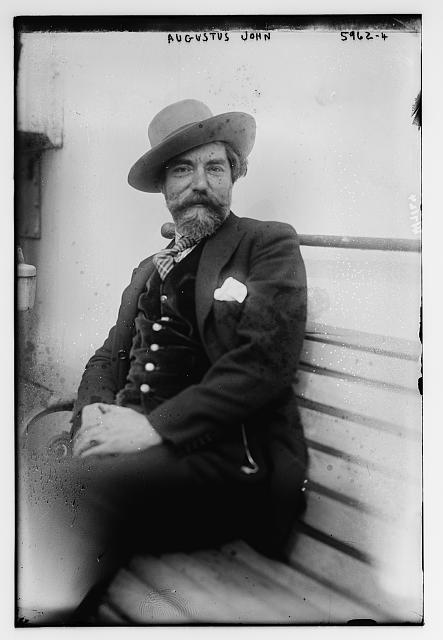
Augustus John

## La Primera Guerra Mundial
Durante la Primera Guerra Mundial, estuvo vinculado a las fuerzas canadienses como artista de guerra e hizo una serie de retratos memorables de soldados de infantería canadienses. El resultado final pudo haber sido un gran mural para Lord Beaverbrook, y los bocetos y dibujos, sugieren que podría haberse convertido en su obra más grande a gran escala. Sin embargo, como muchas de sus concepciones monumentales, nunca se completó. 
Como artista de guerra, se le permitió mantener su vello facial y, por lo tanto, él y el Rey Jorge V eran los únicos oficiales del Ejército en las fuerzas aliadas que tenían barba, aparte de los sargentos pioneros y los que no podían afeitarse por razones médicas. Después de dos meses en Francia, fue enviado a casa castigado después de participar en una pelea. Lord Beaverbrook, cuya intervención salvó a John de una corte marcial, lo envió de vuelta a Francia, donde realizó los estudios para una propuesta de imagen del Canadian War Memorial, aunque la única obra importante que resultó de la experiencia fue la Fraternidad. En 2011, el duque y la duquesa de Cambridge finalmente presentaron este mural en el Canadian War Museum en Ottawa. Esta pintura inacabada, The Canadians Opposite Lens, mide 12 pies de alto por 40 pies de largo.

Augustus John con Tallulah Bankhead y su retrato (1929).

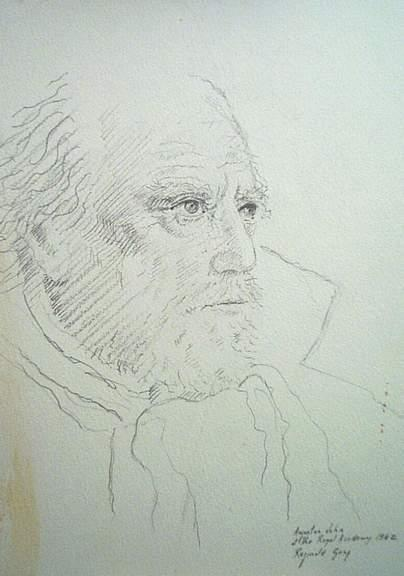
Augustus John por Reginald Gray, en la Royal Academy de Londres en 1960 (colección Sr. Derry O'Sullivan. París)

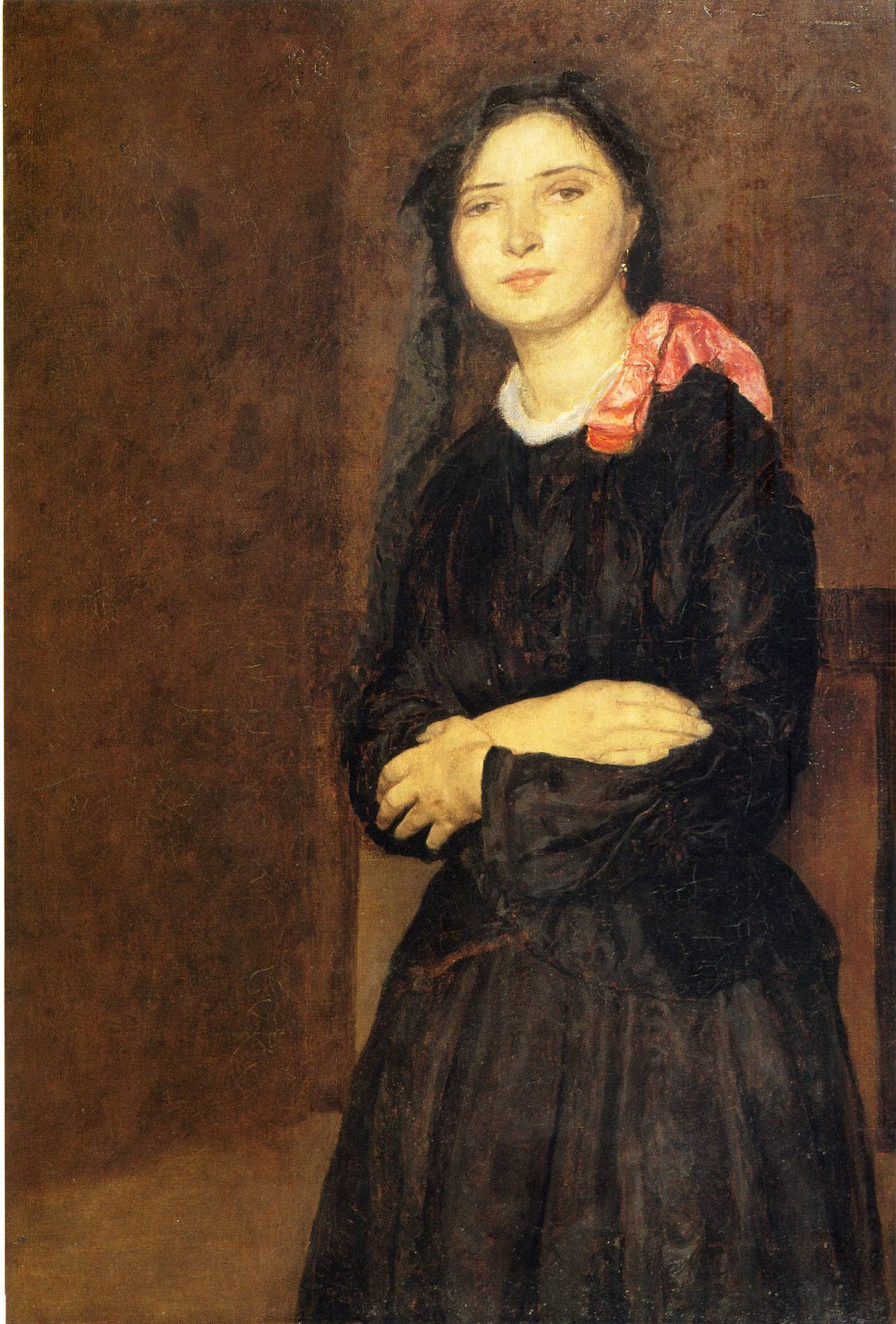
Dorelia con vestido negro por Gwen John (1903-4)

## Retratos
Aunque a comienzos de siglo John ganó renombre por sus pinturas y grabados, la gran mayoría de la obra posterior de John fueron retratos, algunos de los mejores fueron de sus dos esposas y de sus hijos. Era conocido por el profundo análisis psicológico que expresaban sus obras, varios de los cuales llegan al extremo de haber sido considerados "crueles" a causa de la verdad que expresaban. Lord Leverhulme se enojó tanto con su retrato que le cortó la cabeza (dado que solo esa parte del conjunto podía ser escondida en su caja fuerte) pero cuando el resto de la pintura le fue devuelto a John por error, se alzaron voces en varias capitales contra tamaño acto de profanación.
En la década de 1920, John era el principal pintor de retratos de Gran Bretaña. La mayor parte de sus obras fueron retratos, caracterizados de una gran vivacidad y un profundo análisis psicológico. John pintó a muchos distinguidos contemporáneos, como T. E. Lawrence, Thomas Hardy, W. B. Yeats, Aleister Crowley, Lady Gregory, Tallulah Bankhead, George Bernard Shaw, la violonchelista Guilhermina Suggia, la Marquesa Casati y Elizabeth Bibesco. Quizás su retrato más famoso sea de su compatriota, Dylan Thomas, a quien presentó a Caitlin Macnamara, su amante ocasional que más tarde se convirtió en la esposa de Thomas.
Se dijo que después de la guerra, sus poderes disminuyeron a medida que su técnica se volvió más esquemática. Un crítico ha afirmado que "la brillantez pictórica de sus primeros trabajos degeneró en destellos y bombardeos, y la segunda mitad de su larga carrera contribuyó poco a su logro". Sin embargo, de vez en cuando volvió su inspiración, como lo hizo en un viaje a Jamaica en 1937. Los trabajos realizados en Jamaica entre marzo y mayo de 1937 evidencian un resurgimiento de sus poderes, y equivalen al "veranillo de San Martín de su genio creativo".
De su método para pintar retratos, John explicó:
“Haga una mancha de pintura en su paleta que consiste en el color predominante de la cara de su modelo y que va desde la oscuridad a la luz. Después de haber esbozado las características, teniendo en cuenta las proporciones, aplique una capa de pintura de su preparación, variando la mezcla con suficiente rojo para los labios y las mejillas y gris para los globos oculares. Estos últimos necesitarán toques de blanco y probablemente algunos azules, negros, marrones o verdes. Si se atiene a su mancha (suponiendo que la preparó correctamente), su retrato debe terminarse en aproximadamente una hora..."

## Familia

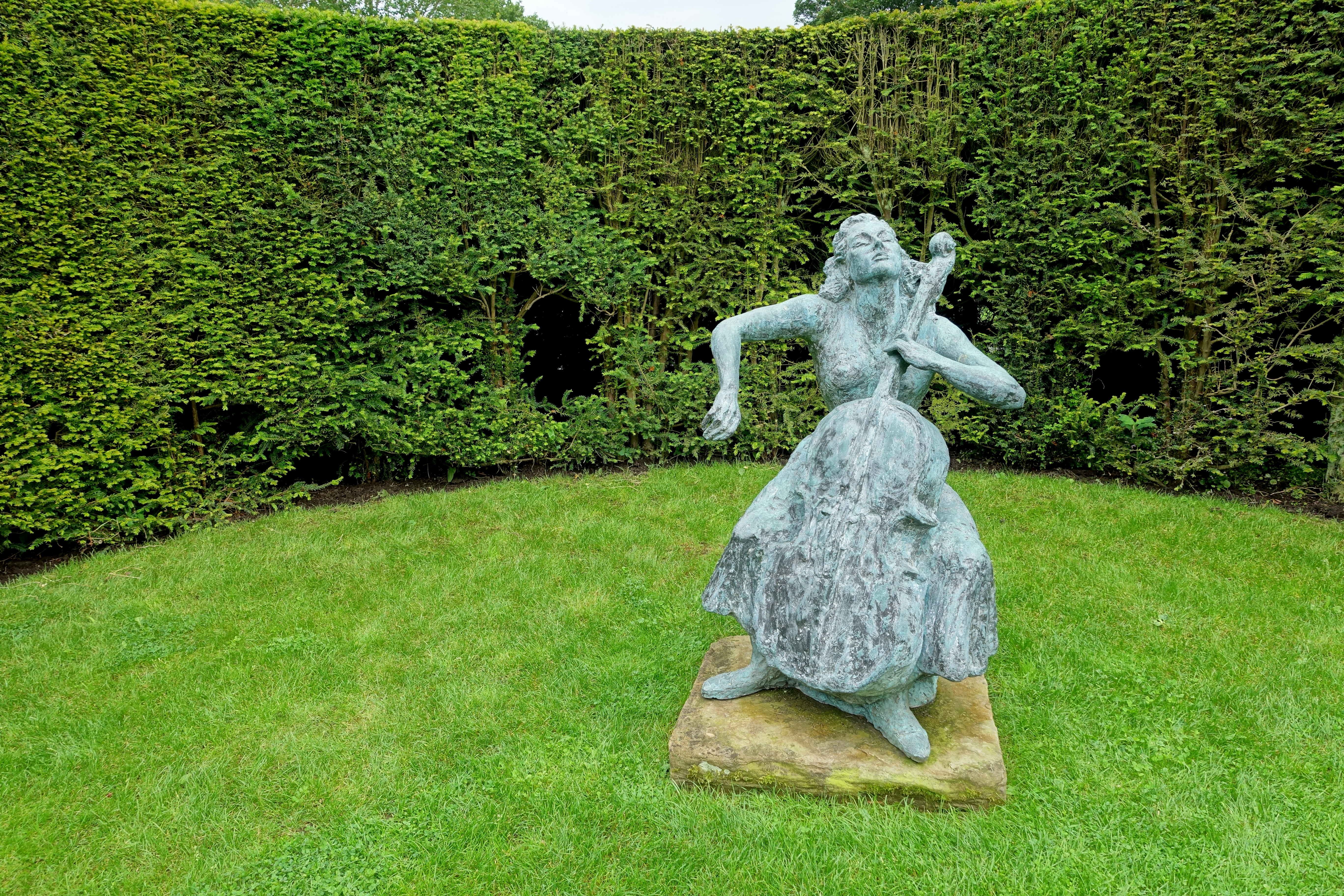
Amaryllis Fleming por Fiore de Henriquez - Renishaw Hall - Derbyshire, England -

A principios de 1901, se casó con su primera esposa, Ida Nettleship (1877–1907). La pareja tuvo cinco hijos. Después de su muerte en 1907, su amante Dorothy "Dorelia" McNeill, un icono del estilo bohemio, se convirtió en su pareja; vivieron juntos la mayor parte del tiempo desde 1904 hasta su muerte y tuvieron dos hijos, pero nunca se casaron. Uno de sus hijos (de su primera esposa) fue el prominente almirante británico y el primer Lord del Mar Sir Caspar John. Su hija Vivien John (1915–1994) fue una notable pintora.
De la madre viuda de Ian Fleming, Evelyn St. Croix Fleming, nacida Rose, tuvo una hija, Amaryllis Fleming (1925–1999), que se convirtió en una destacada violoncelista. Otro de sus hijos, de Mavis de Vere Cole, esposa del humorista Horace de Vere Cole, es el director de televisión Tristan de Vere Cole. Su hijo Romilly (1906–1986) estuvo en la RAF brevemente, luego fue poeta, autor y físico aficionado. Poppet (1912–1997), la hija de John y Dorothy, se casó con el pintor holandés Willem Jilts Pol (1905–1988). La hija de Willem Pol, Talitha (1940–1971) de un matrimonio anterior fue un ícono de la moda de Londres en la década de 1960, y se casó con John Paul Getty Jr .. Su hija Gwyneth Johnstone (1915–2010),de la música Nora Brownsword, fue una artista. La promiscuidad de Augustus dio lugar a rumores de que había engendrado hasta 100 hijos.

## Años finales
En su vida posterior, John escribió dos volúmenes de autobiografía, Chiaroscuro (1952) y Finishing Touches (1964). En la vejez, aunque John había dejado de ser una fuerza viva en el arte británico, todavía era muy venerado, como lo demostró el gran espectáculo de su trabajo montado en la Royal Academy en 1954. Continuó trabajando hasta su muerte en Fordingbridge, Hampshire, en 1961, su último trabajo fue un mural de estudio en tres partes, cuya parte izquierda mostraba una figura de Falstaff de un campesino francés con un chaleco amarillo que tocaba una zanfona mientras bajaba por una calle del pueblo. Fue la despedida final de Augustus John.
Se unió a la Peace Pledge Union como pacifista en la década de 1950 y fue miembro fundador del Comité de los 100. El 17 de septiembre de 1961, poco más de un mes antes de su muerte, se unió a la manifestación contra las armas nucleares del Comité de los 100 en la Plaza de Trafalgar de Londres. En ese momento, su hijo, el almirante sir Caspar John, era primer lord de mar y jefe de personal naval.
Se dice que fue el modelo para el pintor bohemio representado en la novela de Joyce Cary, The Horse's Mouth, que luego se convirtió en una película de 1958 del mismo nombre con Alec Guinness en el papel principal.
Michael Holroyd publicó una biografía de John en 1975 y es una marca del continuo interés del público por el pintor el que Holroyd publicara una nueva versión de la biografía en 1996.

## Galería

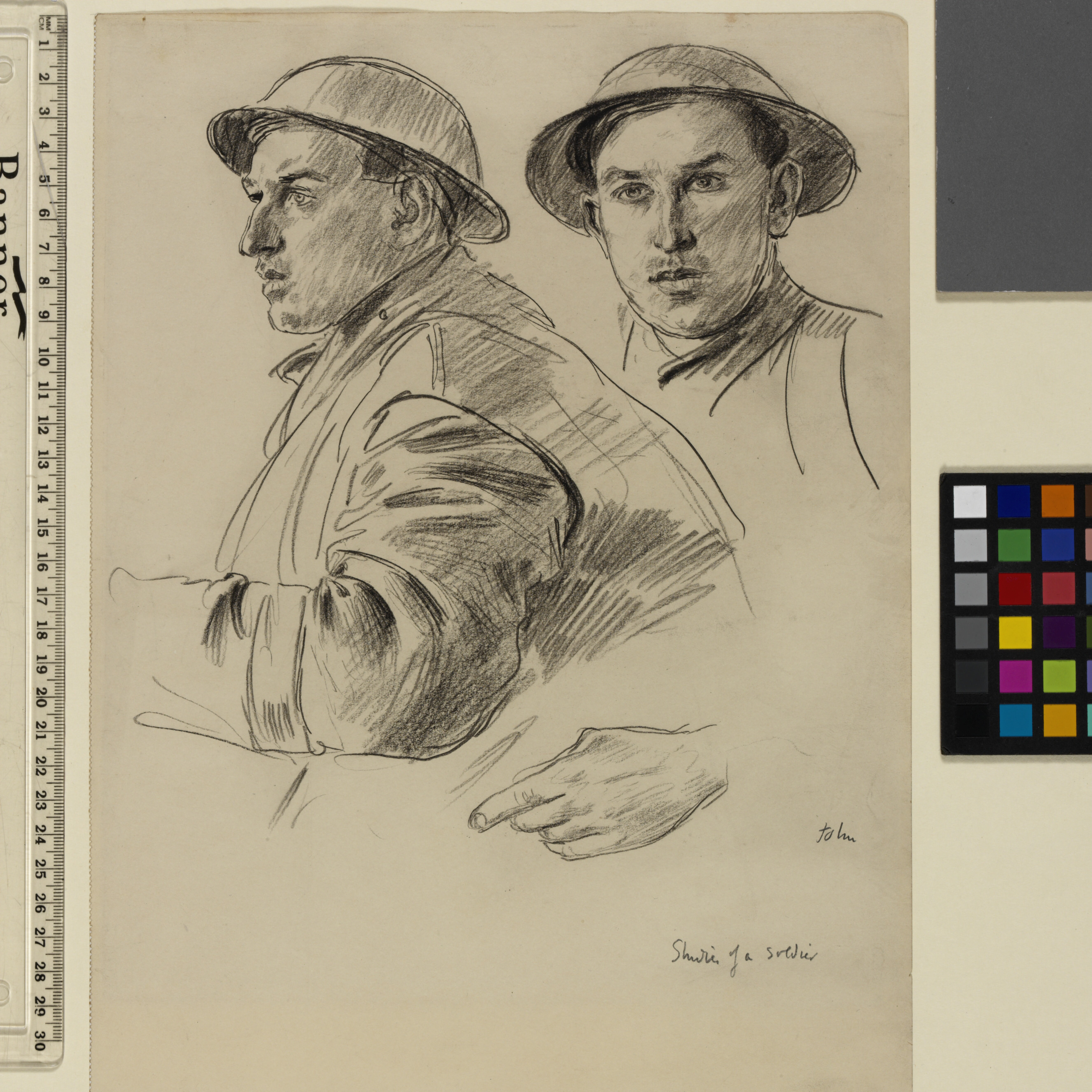
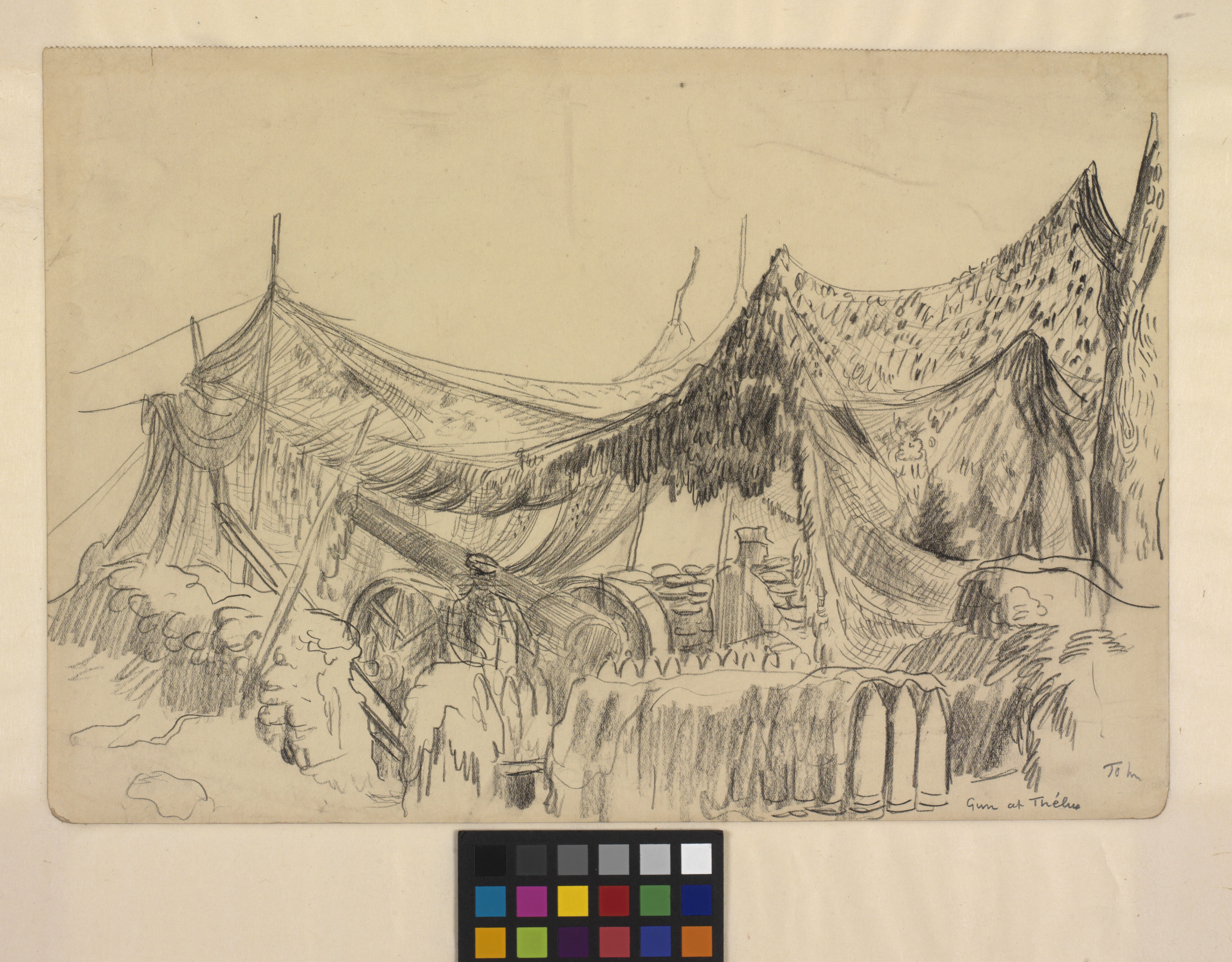
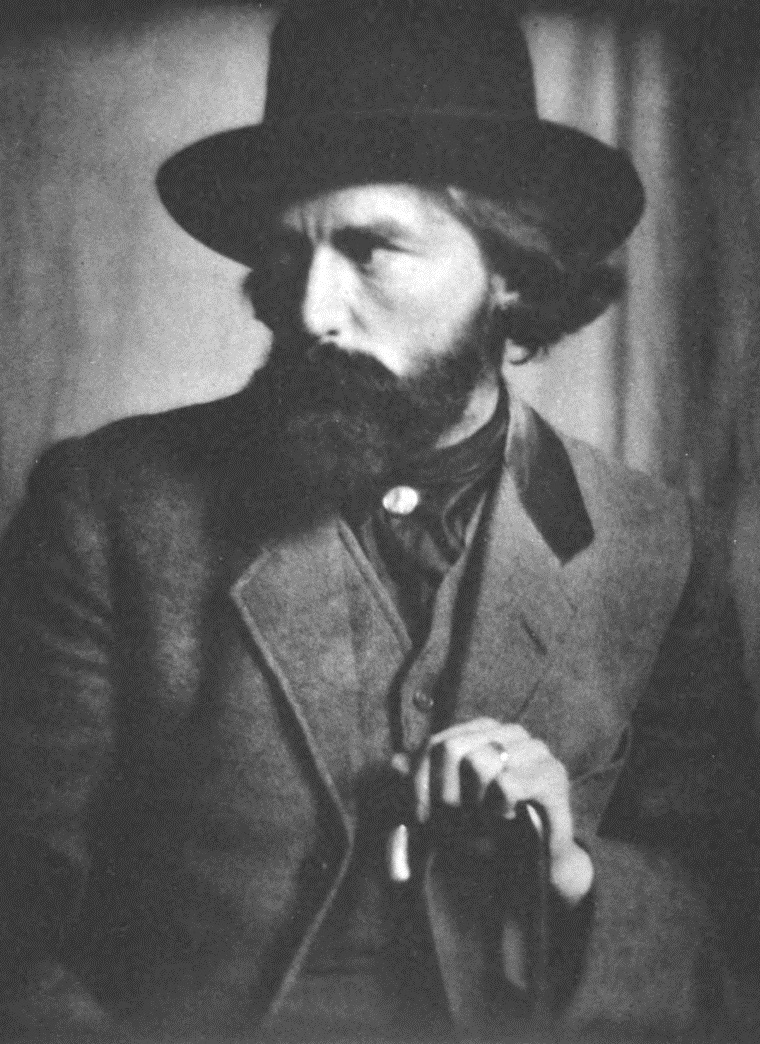
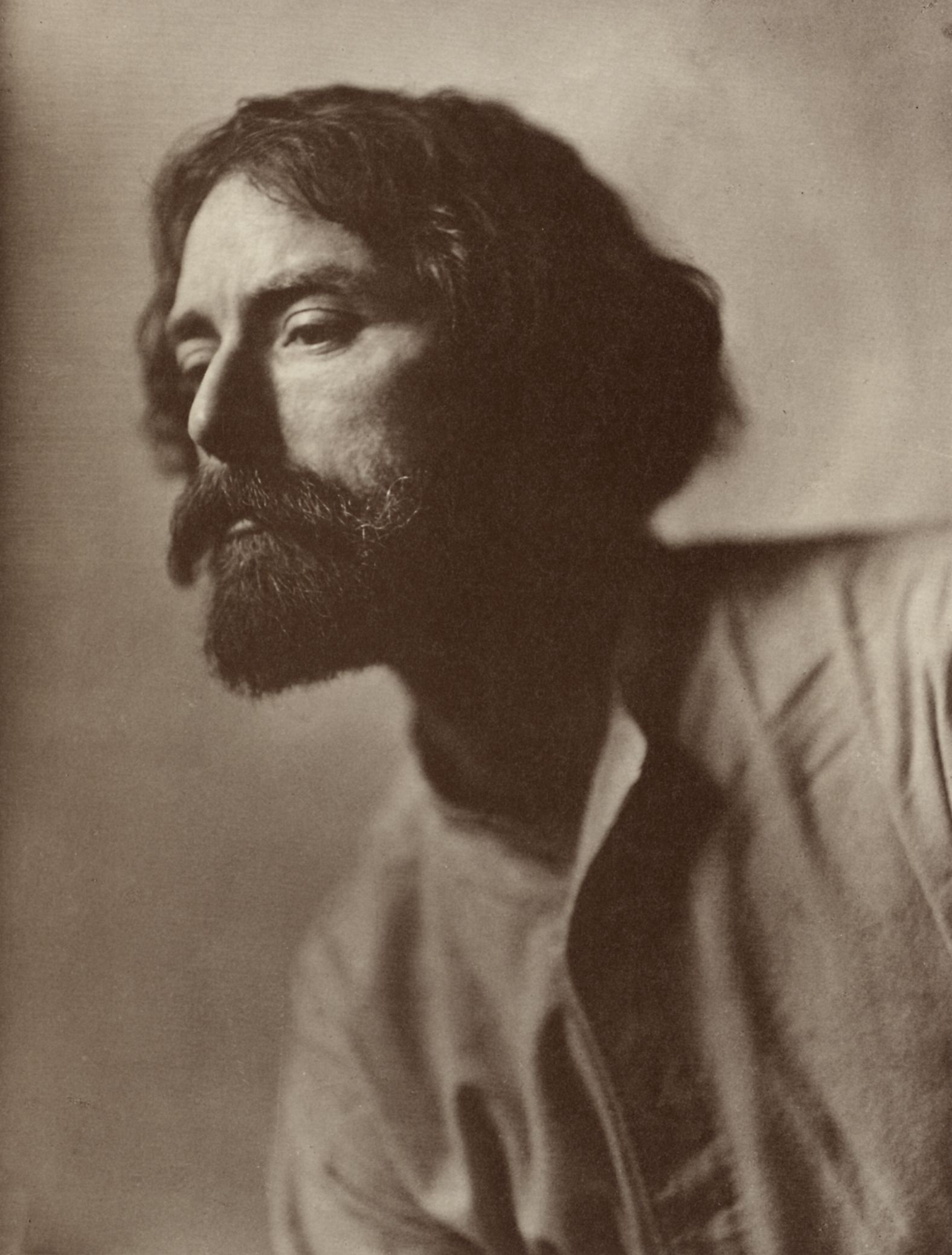
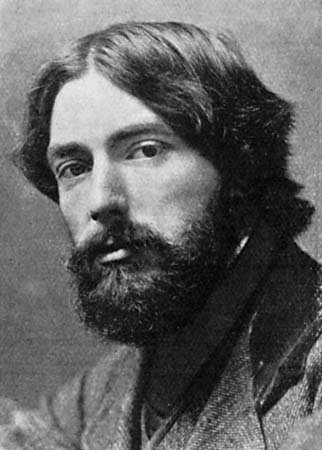
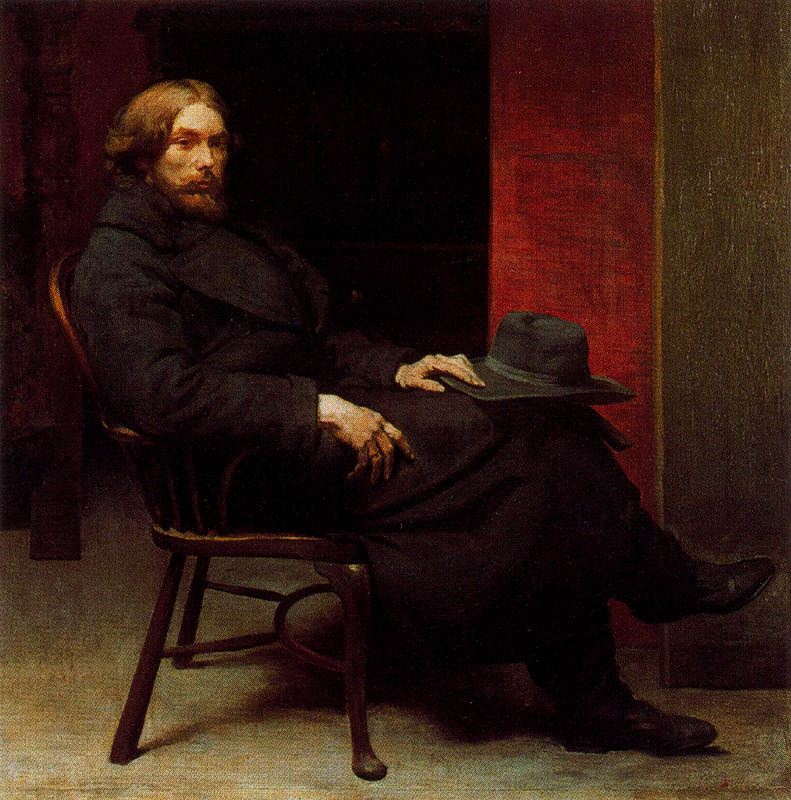
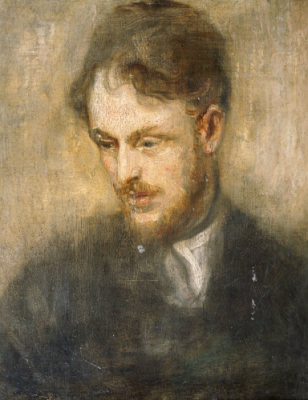
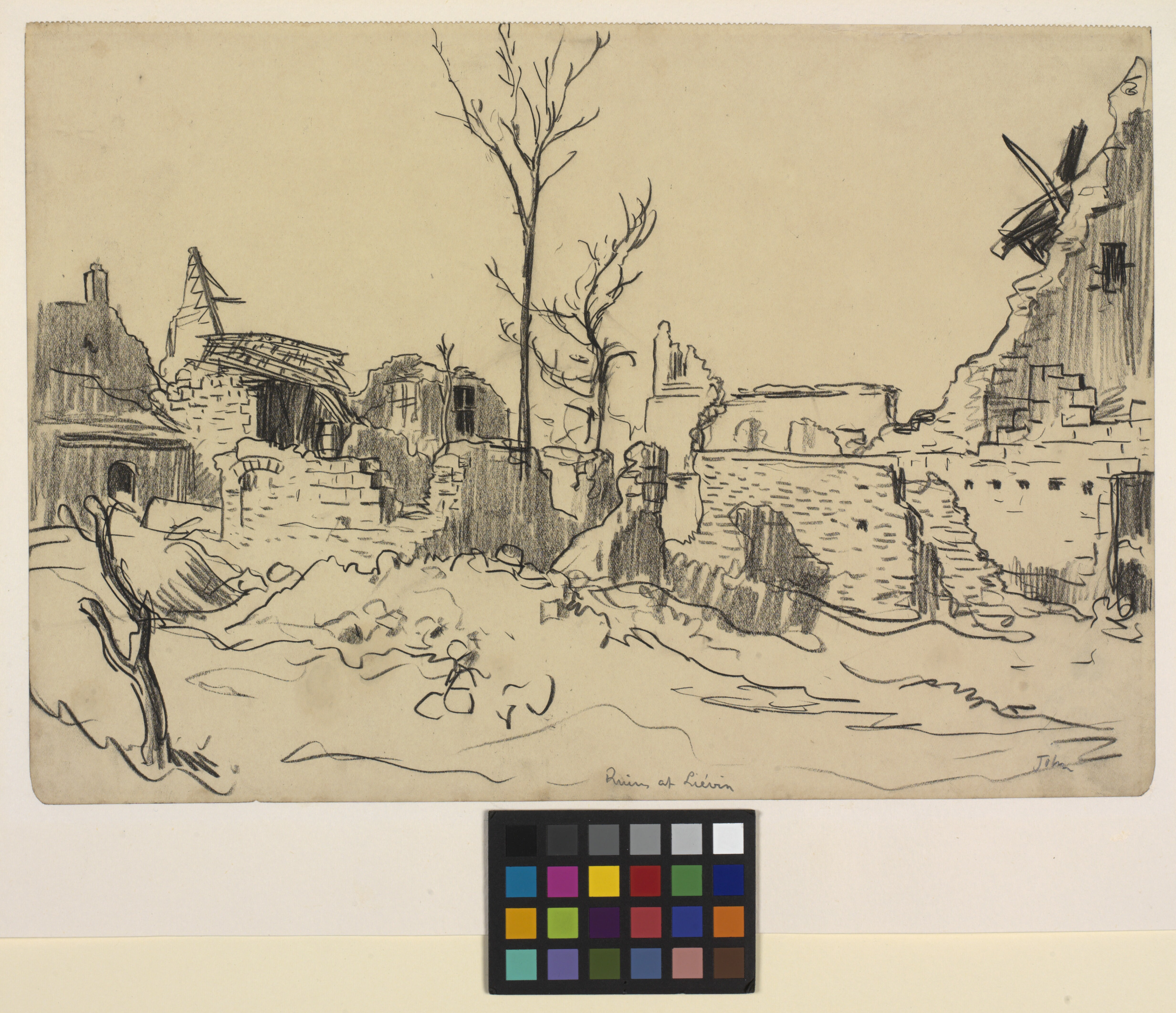